# Marito e moglie
Marito e moglie è un film del 1952 che si sviluppa in due episodi, entrambi diretti ed interpretati da Eduardo De Filippo, tratti rispettivamente dalle novelle di Maupassant e la commedia teatrale Gennareniello dello stesso Eduardo. 

## Trama

### Primo episodio
Un pover'uomo, reso immobile da una paralisi, viene costretto dalla tirannica moglie a covare le uova.

### Secondo episodio
Gennarino, nonostante conduca una grigia esistenza assieme ad una moglie insopportabile, un figlio minorato ed una sorella zitella, vive nella speranza di qualche fatto nuovo che gli possa cambiare la condizione di vita.

## Produzione

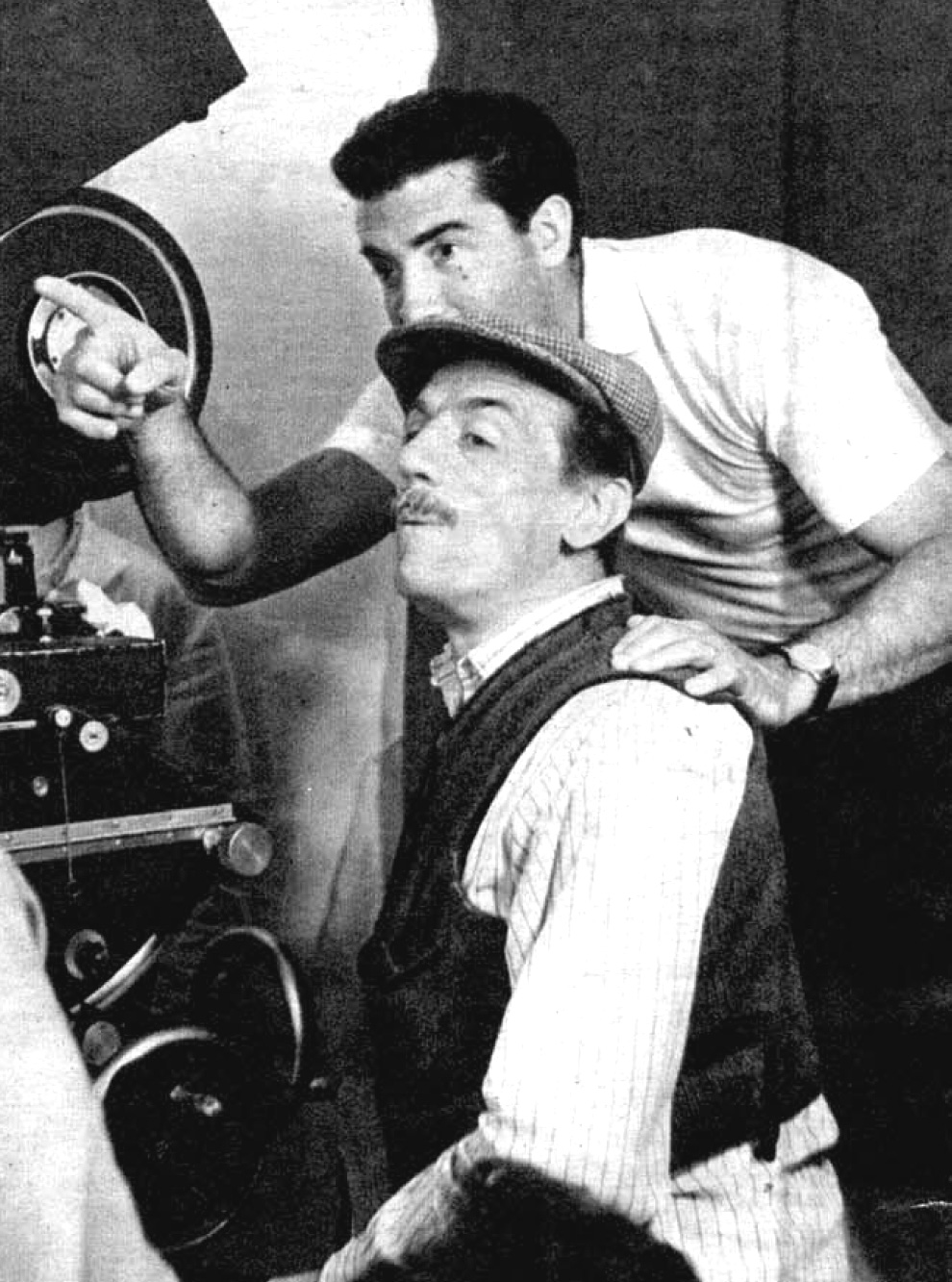
Eduardo De Filippo studia le inquadrature del primo episodio del film con il direttore della fotografia Enzo Serafin

La pellicola fu realizzata nei mesi estivi del 1951, anno in cui De Filippo si dedicò completamente all'attività cinematografica tralasciando momentaneamente il teatro. La sua lavorazione terminò nel mese di dicembre di quell'anno; originariamente il suo titolo era Oggi, domani sposi, che fu poi cambiato in sede di distribuzione.
Il primo episodio era destinato ad essere l'episodio L'avarizia nella pellicola di produzione italo francese I sette peccati capitali, ma poi il contributo di Eduardo a tale film a più mani, prodotto anch'esso dalla Film Costellazione, si orientò su un altro soggetto, tratto da un racconto di Hervé Bazin, che egli interpretò con Paolo Stoppa ed Isa Miranda, con il titolo Avarizia ed ira.

## Incassi
L'incasso della pellicola non fu molto significativo: 61.750.000 di lire.

## Accoglienza
Marito e moglie fu considerato dai critici "un'opera minore" nella filmografia di Eduardo De Filippo, valutazione che non incise tuttavia sul giudizio relativo alla recitazione dell'attore napoletano.  «La bravura dell'attore – scrisse La Stampa» - riempie la scena e da sola basta a sostenere l'attenzione dello spettatore». Apprezzamento e simpatia anche per le interpreti femminili: la sorella Titina e Tina Pica, «che supera quante megère si sono mai viste sullo schermo e sul palcoscenico».
Analogo il giudizio del Corriere della sera che descrisse il film come «una minore, e minima, pellicola di Eduardo De Filippo [a cui] è venuta la strana e stravagante idea di mettere insieme un racconto di Maupassant con un suo atto unico. Il risultato lascia freddi (...) il film non aggiunge niente ai meriti cinematografici di Eduardo». Ed anche in questo caso vi fu un elogio particolare per l'interpretazione di Tina Pica: «l'immagine stessa dell'arpia, quale diabolica ed eccellente attrice; Santippe al suo raffronto doveva essere un cherubino».
Anche per Tullio Kezich si tratta di  «un saggio minore e non disprezzabile di quell'interessantissimo regista che si è rivelato Eduardo de Filippo [che] pur valendosi di un pretesto alquanto labile ha tentato in questo bozzetto l'individuazione di una realtà sociale»